# Caudatoscelis annulipes
Caudatoscelis annulipes es una especie de mantis de la familia Amorphoscelidae.

## Distribución geográfica
Se encuentra en Bioko.